# It Was All a Dream
It Was All a Dream is het debuutalbum van de Nederlandse pop/rockband Only Seven Left. Het album werd op 24 september 2010 uitgegeven. Arno Krabman was verantwoordelijk voor de muzikale productie. Het album bestaat uit tien nummers, waarvan een deel al eerder verscheen op de single Wake Up Call.

## Muziek
Alle muziek en teksten zijn geschreven door Only Seven Left, tenzij anders aangegeven. 
| 1.                 | The Moonlight Sky                   | 2:49 |
| 2.                 | Lost And Found                      | 3:01 |
| 3.                 | Wake Up Call                        | 3:16 |
| 4.                 | I Am Sorry (duet met Miss Montreal) | 3:33 |
| 5.                 | Saturday                            | 2:52 |
| 6.                 | Silhouettes                         | 3:02 |
| 7.                 | My Side Of The Story                | 3:39 |
| 8.                 | Sleeping Without You                | 2:49 |
| 9.                 | Worst Friend Award                  | 2:53 |
| 10.                | A Shoulder To Cry On                | 4:20 |
| Totale duur: 32:18 |                                     |      |

## Hitnotering

### NederlandseAlbum Top 100
| Hitnotering: 02-10-2010 t/m 09-10-2010 | Hitnotering: 02-10-2010 t/m 09-10-2010 | Hitnotering: 02-10-2010 t/m 09-10-2010 | Hitnotering: 02-10-2010 t/m 09-10-2010 |
| Week                                   | 01                                     | 02                                     |                                        |
| -------------------------------------- | -------------------------------------- | -------------------------------------- | -------------------------------------- |
| Nummer                                 | 35                                     | 82                                     | uit                                    |